# Marc Dessauvage

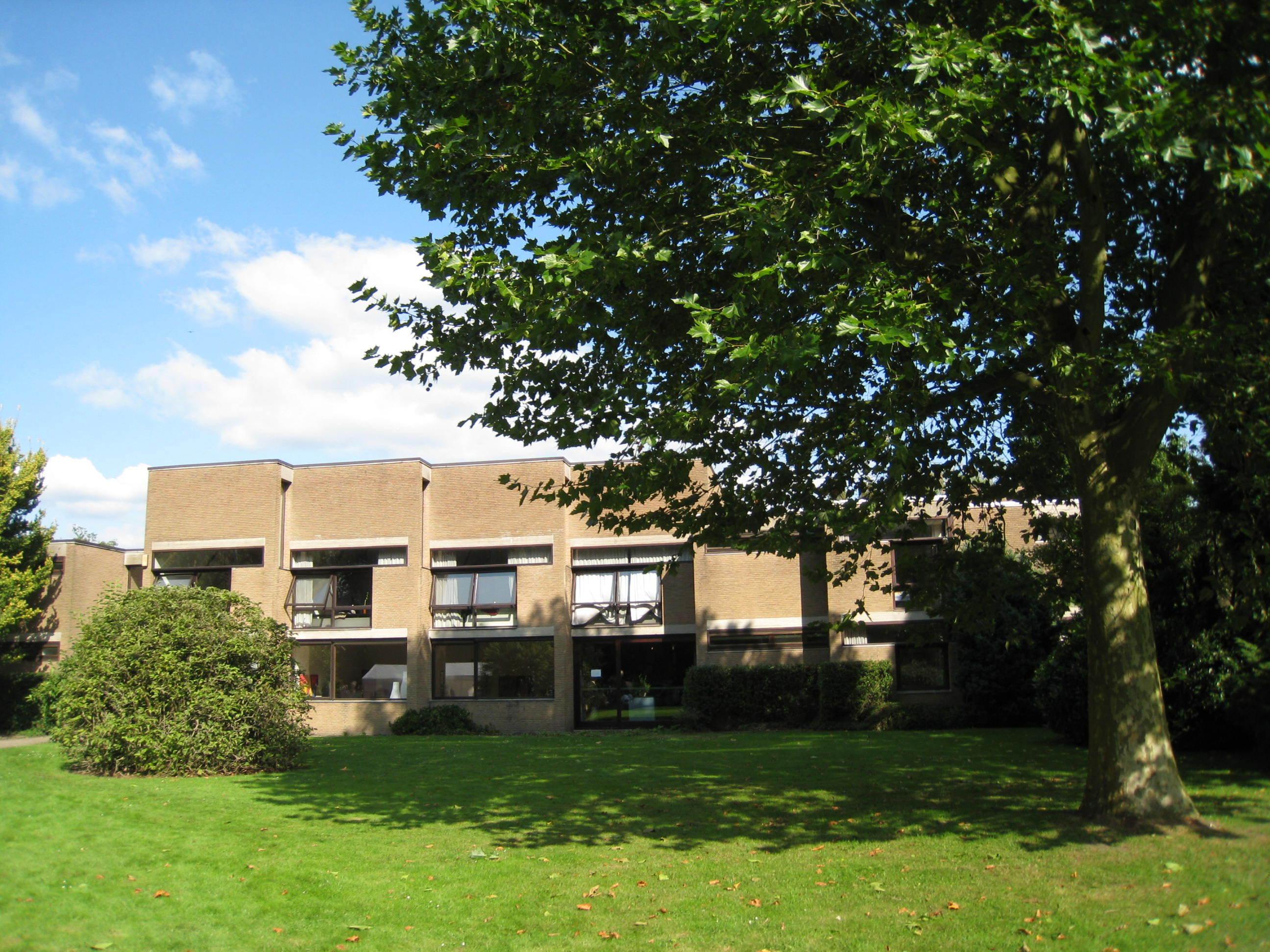
Bezinningscentrum ('Centre de recueillement') Godsheide, à Hasselt (1968).

Marc Dessauvage (né à Moorslede, près de Courtrai, le 13 mars 1931 et décédé à Bruges, le 29 décembre 1984) était un architecte belge (flamand). Il est avant tout connu pour avoir réalisé, dans les années 1960, une assez remarquable série d’églises et de chapelles modernes, par lesquelles il apporta une contribution importante à la rénovation de l’architecture sacrée en Flandre. Il est par ailleurs l’auteur de quelques grands projets, religieux ou non (immeubles à appartements p. ex.), parfois d’envergure urbanistique, et de nombreuses maisons individuelles. Les mêmes principes président à tous ses ouvrages : grande sobriété d’ensemble, utilisation de briques et de béton comme matériaux privilégiés, structure apparente du gros œuvre, et intégration à la nature environnante.

## Formation et premiers projets
Dessauvage fit ses études d’architecture à l’institut Saint-Luc de Gand (1952-1957) et se perfectionna à l’Institut national supérieur d’architecture et d’urbanisme (devenu l’Institut Henry Van de Velde) à Anvers entre 1955 et 1961.
En 1958, il remporta le concours Pro Arte Christiana (siège à Vaalbeek, près de Louvain), pour son projet d’une église à Mortsel, dans la banlieue sud d’Anvers. Par ce projet gagnant, qui réalisait une synthèse des principes de Ludwig Mies van der Rohe et de Le Corbusier, et équivalait à un manifeste en faveur d’une nouvelle architecture d’église, Marc Dessauvage prenait ses distances d’avec la tradition de Saint-Luc. Ses principales influences étaient Frédéric de Buyst et les bénédictins de l’abbaye de Zevenkerken, dans la banlieue brugeoise.

## Années 1960: maisons d’église

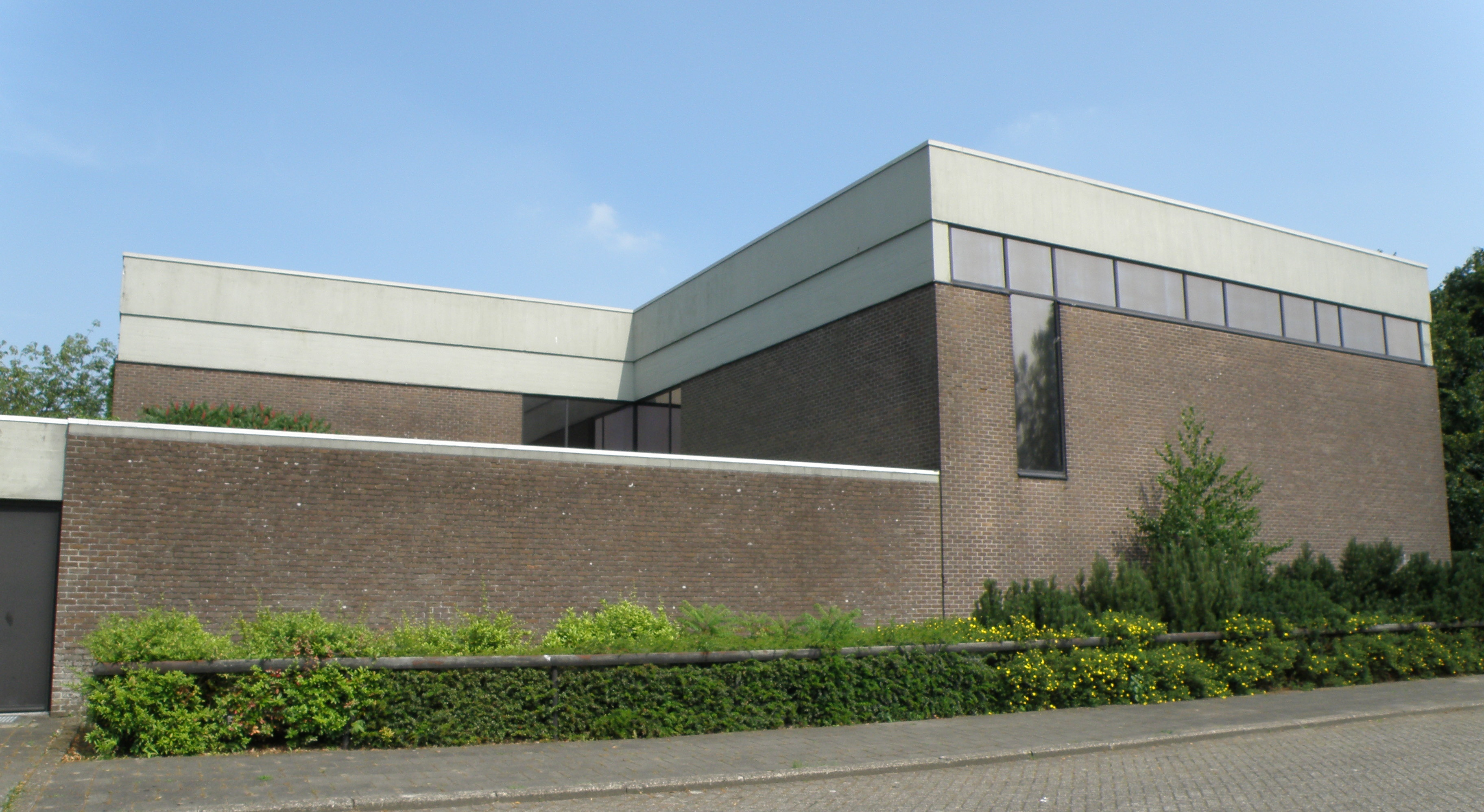
Église Saint-Joseph-Travailleur (1966-1967) à Vosselaar, près de Turnhout.

Dans la décennie 1960, il conçut et fit construire une série d’églises paroissiales qui peuvent être vues comme l’incarnation architecturale de la 'théologie de la communauté' postconciliaire : c’est de l’église en tant que maison pour la communauté, maison d’église ou domus ecclesiae, telle qu’évoquée dans les écrits de Geert Bekaert, dom Frédéric de Buyst et dans la revue Art d'Église, qu’il s’agit en effet. De ces édifices, que Dessauvage désignait par le terme de woonkerken, églises d’habitation, ou de huizen van de gemeenschap, maisons de communauté, la menue église Sainte-Aldegonde (Sint-Aldegondiskerk, 1962-1965) à Ezemaal, dans l’entité de Landen (Brabant flamand), représente un bon exemple ; d’autres exemples se trouvent à Aarschot (mémorial Saint-Roch, néerl. Sint-Rochusmemorial, 1963) et à Westmalle (église Saint-Paul, 1964). L’architecte apportait un soin tout particulier à la façon dont les fidèles viennent à se disposer autour de l’autel, adoptant le schéma de l’anneau ouvert (offener Ring) de l’architecte ecclésiastique allemand Rudolf Schwarz. Les édifices de Dessauvage, qui privilégiait les matériaux « naturels » (briques, béton apparent, charpente en bois), laissent transparaître de façon visible ― et c’est là une constante de son style architectural, au même titre que l’extrême sobriété de ses constructions ― les éléments constitutifs (briques, couches de béton etc.) dont se composent les murs, sols et plafonds.
Il était également concepteur de mobilier d’église et de vases d’autel.

## Projets de plus grande ampleur
Dans la deuxième moitié des années 1960, Dessauvage conçut plusieurs églises, dont l’éventail de fonctions pouvait dépasser assez largement celles d’un lieu de culte au sens strict, voire qui se déployaient en centres polyvalents de quartier (wijkcentra) ou en véritables projets d’urbanisme, comme celui conçu pour le concours en vue de la construction d’un espace d’église avec annexes dans le quartier Overvecht à Utrecht (1968) ou celui du centre paroissial Don Bosco à Kessel-Lo près de Louvain (1965-1970). Dans le même esprit, il dessina en 1969, pour le compte de l’université de Louvain, un campus pour la faculté des lettres, remodelage urbanistique moderne d’un îlot historique, dont les plans n’ont toutefois été exécutés que partiellement (bâtiment Érasme, néerl. Erasmusgebouw, 1971-1972). À la même époque, il fit édifier également le couvent Magnificat à Westmalle (1966-1970) et le centre de rencontre Godsheide près de Hasselt (1969), tous deux conçus comme formes d’habitat collectif dans un environnement naturel.

## Demeures privées

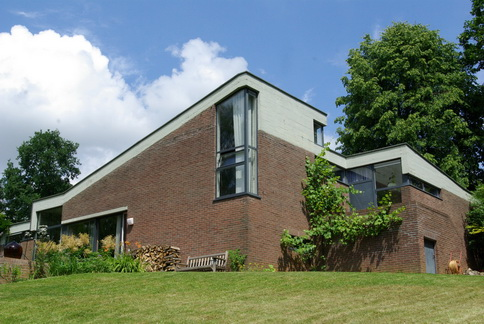
Maison privée Verbeeck à Pellenberg, près de Louvain, 1966.

Marc Dessauvage est aussi le concepteur de plusieurs habitations privées, en général des maisons unifamiliales à quatre façades, auxquelles il prêta les mêmes caractéristiques architecturales ― mais à échelle plus réduite ― que ses maisons d’église, à savoir : intégration dans la nature, usage de maçonnerie de briques et de béton tant pour l’extérieur que pour l’intérieur, et le soin méticuleux apporté au plan au sol, mis au service du fonctionnement interne du bâtiment. On remarque cependant, dans ses projets de logement, une évolution de style assez nette. Ses premières réalisations dans ce domaine, qu’il appela des habitations-jardins (tuinwoningen), sont des maisons qui se constituèrent de façon en quelque sorte organique, en se fondant dans la nature environnante, par le biais notamment d’une toiture végétalisée ; on peut citer e.a. la tuinwoning Verbeeck à Pellenberg, près de Louvain (1965), et les habitations Uytterhoeven à Meensel-Kiezegem, près de Diest (1966), et Geerts à Kessel-Lo, près de Louvain (1967). À partir de 1965 environ, Dessauvage se mit à créer des maisons palladiennes, caractérisées par une géométrie assez stricte, dont sa propre demeure à Loppem, conçue en 1972, mais réalisée en 1978 et 1980, peut passer pour un exemple typique : elle se compose de cinq modules cubiques répétitifs, dont un central et quatre aux angles, formant croix ; par les parois massives en béton et par les fenêtres, percées aux angles, acceptant un jour parcimonieux mais intense, la maison peut faire songer à un édifice de style roman ; l’intérieur est d’une structure ouverte, aucune porte n’ayant été admise et aucune fonction fixe n’ayant été assignée aux différentes pièces ; la morphologie carrée se retrouve également dans le plan du jardin.

## Dernières années

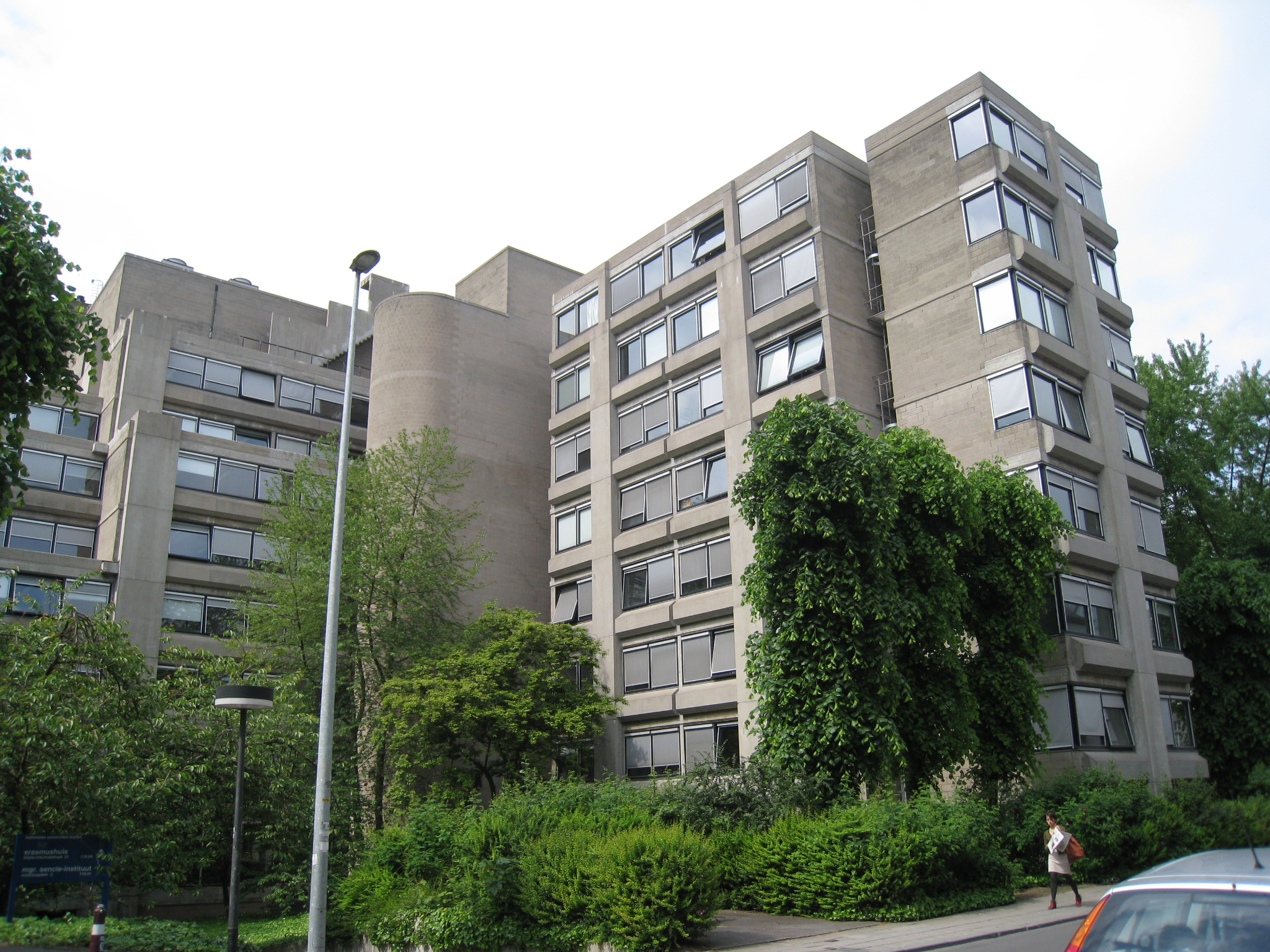
Bâtiment Érasme de la K.U.L. à Louvain.

Au terme d’une période d’inactivité de six ans, Dessauvage se vit confier en 1982 par l’université de Louvain la réalisation d’une extension du centre psychiatrique Salve Mater à Lovenjoel (environs de Louvain). Un an plus tard, c’est à lui que l’on s’adressa pour un projet de rénovation urbaine à Bruges, à savoir la transformation de l’hôpital Saint-Jean, du XIXe siècle, en un complexe hôtelier, mais il mourut inopinément le 12 décembre 1984.

## Principes généraux
La pensée architecturale de Dessauvage tient schématiquement en cinq grands principes :

- l’architecture doit être complémentaire du paysage environnant ;

- l’architecte doit tendre vers la solution la plus logique et la plus simple ;

- tout doit rester le plus sobre possible, nonobstant l’arsenal de possibilités quasi illimitées ;

- le plan au sol est élaboré en fonction du volume, et non l’inverse ;

- gros œuvre et ouvrage fini tendent à se confondre.

## Principales réalisations
- 1962-1965 église Sainte-Aldegonde, Ezemaal
- 1962-1964 chapelle Saint-Joseph-Travailleur (St.-Jozef-Ambachtsman, devenu centre administratif de la Croix-Rouge), Willebroek
- 1964-1965 chapelle du collège Saint-Liévin, Gand
- 1964 église Saint-Joseph, Jette (Dieleghem)
- 1964-1967 église Saint-Paul, Westmalle
- 1965-1970 centre paroissial Don Bosco, Kessel-Lo
- 1966-1970 couvent Magnificat, Westmalle
- 1968 église avec annexes, Overvecht, Utrecht
- 1969 centre de rencontre (ontmoetingscentrum) Godsheide, Hasselt
- 1971-1972 bâtiment Érasme (Erasmusgebouw), KUL, Louvain